# Aufhebung
Aufhebung est un substantif allemand correspondant à un concept central de la philosophie de  Hegel, puis de Marx, dont les implications variées et contradictoires se laissent difficilement traduire en français. Le verbe allemand correspondant est aufheben.
Le mot caractérise le processus de « dépassement » d'une contradiction dialectique où les éléments opposés sont à la fois affirmés et éliminés et ainsi maintenus, non hypostasiés, dans une synthèse conciliatrice. 

## Aufhebungchez Hegel
Dans la Science de la logique (1812-1831), Hegel considère que le mot allemand Aufhebung est lié à l'esprit spéculatif de la langue allemande consistant à pouvoir réunir des significations contradictoires en un seul mot.
Le verbe aufheben — sur lequel est formé le substantif féminin abstrait Aufhebung — signifie d'abord supprimer, « par ordre d'entrée en scène » de sa/ses multiples traduction(s) française(s), chez Jean Hyppolite (1939, traduction du premier tome de la Phénoménologie de l'Esprit de Hegel). Selon Philippe Büttgen citant Hegel, aufheben signifie « à la fois quelque chose comme conserver [aufbewahren], garder [erhalten], et quelque chose comme faire s'arrêter [aufhören lassen], mettre fin [ein Ende machen] » (Hegel, Science de la logique, t. 1, La logique objective, livre 1, La doctrine de l'être, section 1, « Qualité », chap. 1, « Être », C, « Devenir », 3, « Aufhebung du devenir » [soulignements de Hegel]). 
En 1970, Bernard Bourgeois traduit aufheben au sens hégélien du terme ainsi : 

« Par aufheben nous entendons d'abord la même chose que par hinwegräumen (abroger), negieren (nier), et nous disons en conséquence, par exemple, qu'une loi, une disposition, etc., sont aufgehoben (abrogées). Mais, en outre, aufheben signifie aussi la même chose que aufbewahren (conserver), et nous disons en ce sens, que quelque chose est bien wohl aufgehoben (bien conservé). Cette ambiguïté dans l'usage de la langue, suivant laquelle le même mot a une signification négative et une signification positive, on ne peut la regarder comme accidentelle et l'on ne peut absolument pas faire à la langue le reproche de prêter à confusion, mais on a à reconnaître ici l'esprit spéculatif de notre langue, qui va au-delà du simple « ou bien-ou bien » propre à l'entendement. »

— Hegel, Encyclopédie des sciences philosophiques, trad. Bernard Bourgeois, tome I, Vrin, 1970, p. 530

Dans un article consacré aux difficultés de la traduction philosophique, François Fédier expose celles de la traduction de ce concept chez Hegel de la manière suivante : 

« Le verbe, cardinal chez Hegel, aufheben, [...] recueille la triple signification de : a) relever, au sens de « mettre en haut », « faire gagner le haut » ; b) lever, au sens où l’on dit chez nous « lever la séance » ; c) élever, au sens d’ « élever le débat ». Ces trois significations, aucun terme, en notre langue, ne les présente à la fois, si bien que nous sommes dans l’impossibilité de rendre par un seul mot français l’un des termes majeurs de la pensée spéculative. »

### Traductions françaises de l'Aufhebungdialectique hégélienne
Le mot Aufhebung ne trouve pas d’équivalent simple en français. En effet, le verbe allemand, aufheben, se traduit en français par « ramasser, lever, élever, abolir, supprimer ». Ce verbe a donc en allemand deux groupes de sens ; le premier véhicule l’idée de conservation ou de saisie (ramasser) ; le second, l’idée d’abolition.
- Jacques Lacan a traduit ce terme parfois par « sublimation » et parfois par « relève », une traduction qu’a adoptée également Jacques Derrida.
- On a forgé également le néologisme « sursomption » (proposé par Le philosophe québécois Yvon Gauthier, par opposition à la « subsomption » kantienne).
- Le terme « suppression » est adopté dans la plupart des occurrences car le mot Aufhebung est employé généralement dans son sens purement négatif. Cette analyse est notamment contestée par Martin Heidegger, selon lequel, d’après Jean Beaufret, « aucun des trois sens toujours présents à la fois dans “aufheben” [(voir sur ce point la citation de François Fédier ci-dessus)] n’a le moindre sens négatif, et […] dès lors traduire tout uniment Aufhebung par “suppression” ou “abolition” est bien souvent un contresens »[source insuffisante].

## Aufhebungchez Marx
Le jeune Karl Marx dans sa lecture critique du droit politique hegelien applique le concept Aufhebung aux relations entre la philosophie et la réalité : il demande l'Aufhebung de la philosophie par sa réalisation et la réalisation de la philosophie par son Aufhebung... La philosophie ne peut se réaliser sans une Aufhebung du prolétariat, le prolétariat ne peut se « aufheben » sans la réalisation de la philosophie.

## Aufhebungchez Freud
Chez Freud, le verbe aufheben signifie « supprimer », et le substantif d'origine verbale qui s'y rapporte signifie « suppression ». L'option prise par l'équipe de traduction en français des OCF.P concernant ce terme est justifiée dans « Terminologie raisonnée » de  Traduire Freud par Jean Laplanche, en premier lieu sur la base « d'une grammaire aussi autorisée que celle de Duden »: avec aufheben, on est en présence non pas d' « un mot “multivoque en soi”, mais bien de “trois mots distincts, enracinés dans trois champs sémantiques distincts” entre lesquels l'usage est capable de choisir sans ambiguïté, selon le contexte (Duden, Grammatik, p. 460 »). Sans aller jusqu'à une telle « univocité » du terme et en renvoyant au chapitre « Terminologie et conceptualisation » de Traduire Freud (p. 55sq.), Jean Lapalnche opte pour « un cas de quasi-homonymie, comme pour les deux sens du mot français “homme” ».
En posant la question de savoir si on retrouve chez Freud quelque chose de l' « usage dialectique propre à la dialectique hégélienne » reposant sur un triple sens du terme « et surtout de la conjonction des deux sens opposés: maintenir et supprimer », Laplanche répond en effet : « Les deux seules allusions freudiennes à “l'obscure philosophie de Hegel” font montre d'une ignorance méprisante de Freud à son égard ». Il commente plus loin: « Quant à l'Aufhebung du refoulement qui apparaît dans le texte sur “la négation” (OCF.P, XVII), rien ne permet de suivre la suggestion de Jean Hyppolite qui veut y retrouver l'écho du sens hégélien ». Et il conclut: « Décidément chez Freud, la “suppression” n'inclut pas le “maintien”! ».